# Black Adam (film)
Black Adam è un film del 2022 diretto da Jaume Collet-Serra.
Basato sull'omonimo personaggio di DC Comics, è l'11º film del DC Extended Universe (DCEU) e spin-off di Shazam! (2019) ed è interpretato da Dwayne Johnson, Aldis Hodge, Noah Centineo, Sarah Shahi, Marwan Kenzari, Quintessa Swindell e Pierce Brosnan.

## Trama
Nel 2600 a.C. il tirannico sovrano del regno di Kahndaq, Ahk-Ton, tenta di impossessarsi della Corona di Sabbac, intrisa del potere dei sei demoni più potenti dell'Inferno. Per forgiare la corona, Ahk-Ton aveva bisogno dell'eternium, un raro minerale dotato di incredibili proprietà magiche che si trova solo a Kahndaq, decidendo perciò di schiavizzare il suo popolo per estrarlo dalla terra. Dopo aver tentato di innescare una rivolta, un coraggioso giovane schiavo viene convocato dal Consiglio dei Maghi, che vedono in lui un degno campione. Il ragazzino viene quindi dotato dei loro poteri, e grazie ad essi pone fine al regno di terrore di Ahk-Ton.
5000 anni dopo, Kahndaq è oppressa da un'organizzazione terroristica paramilitare nota come l'Intergang. L'archeologa Adrianna Tomaz riesce a localizzare la Corona di Sabbac in un antico tempio grazie all'aiuto di suo fratello Karim e dei colleghi Samir e Ishmael Gregor. Non appena messe la mani sulla Corona, il gruppo cade in un agguato dell'Intergang in cui Samir perde la vita. Adrianna, messa alle strette, recita un incantesimo che risveglia Teth-Adam, l'antico campione di Kahndaq, dal suo lungo sonno. Adam utilizza i suoi poteri per massacrare brutalmente molti uomini dell'Intergang. Venuta a sapere di questa nuova minaccia, Amanda Waller, alto funzionario del governo degli Stati Uniti, recluta un nuovo gruppo di metaumani, la Justice Society (composta da Hawkman, Dottor Fate, Cyclone e Atom Smasher), per neutralizzarlo. Il gruppo arriva appena in tempo per impedire che Adam provochi ulteriori danni e, sebbene il popolo sia dalla sua parte, ad Adrianna viene spiegato che Adam non è il salvatore di cui si parla nelle leggende.
Ishmael si rivela essere il leader dell'Intergang e rapisce Amon, il figlio adolescente di Adrianna, che ha rubato la Corona. Adam, Adrianna e la Justice Society decidono di scambiare la Corona con la vita del ragazzo. Una volta raggiunto Ishmael, egli racconta di essere l'ultimo discendente di Re Ahk-Ton e, esigendo il trono che gli appartiene di diritto, chiede che gli venga consegnata la Corona. Adrianna gliela cede senza pensarci pur di salvare il figlio, ma a scambio compiuto Ishmael non rispetta l'accordo e spara ad Amon. Nel tentativo di salvarlo, Adam perde il controllo dei suoi poteri e distrugge il covo di Ishmael, uccidendolo e ferendo accidentalmente Amon. Pieno di rimorsi per la devastazione causata fugge in volo verso le rovine del palazzo di Ahk-Ton, dove rivela ad Hawkman che la leggenda del campione di Kahndaq è effettivamente incompleta: colui che venne scelto dal Consiglio dei Maghi era in realtà suo figlio Hurut. Dopo numerose sconfitte subite, Ahk-Ton, sapendo che il campione era invincibile, decise di colpirlo facendo assassinare la sua famiglia, compreso Adam. Pur di salvare il padre in punto di morte, Hurut gli cedette i suoi poteri, venendo subito dopo anch'egli ucciso dai sicari del re. In preda alla rabbia, Adam massacrò l'interò esercito di Ahk-Ton e distrusse il suo palazzo e l'intera città, causando la liberazione sul mondo dei sette peccati capitali; dopodiché, ritenuto indegno dal Consiglio dei Maghi, venne imprigionato nel tempio dove poi Adrianna l'ha riportato alla luce.
Convinto di non essere degno dei suoi poteri e deciso a non voler causare ulteriore distruzione, Adam torna nella sua forma mortale e si arrende, venendo poi scortato in Antartide in un sito di massima sicurezza per soggetti potenziati. Grazie all'Elmo di Nabu, Fate ha una visione sulla prossima morte del suo amico Hawkman. Pronti a ritirarsi, la Justice Society si rende conto troppo tardi che Ishmael ha permesso intenzionalmente ad Adam di ucciderlo mentre indossava la Corona in modo che potesse rinascere nelle vesti di Sabbac, il campione dei demoni, che risorge dall'Inferno per reclamare il suo trono.
Sabbac evoca un esercito di non morti per terrorizzare Kahndaq, ma Amon, Adrianna e Karim radunano il popolo per contrastarli. La Justice Society si prepara ad affrontare Sabbac al palazzo di Ahk-Ton, ma Fate, conscio che il suo sacrificio preverrà la morte di Hawkman, crea un campo di forza magico per impedire alla squadra di seguirlo. Lo stregone combatte Sabbac da solo, e nel mentre usa la sua proiezione astrale per liberare Adam e chiedergli di correre in aiuto del suo popolo, facendogli capire che, pur non essendo stato scelto per essere il campione, ha ancora la possibilità di essere un eroe. La morte di Fate per mano del demone fa sparire il campo di forza, permettendo agli altri di unirsi alla battaglia. Quando Sabbac sta per avere la meglio sulla Justice Society, l'intervento di Adam ribalta le sorti dello scontro: collaborando, la squadra ha infine la meglio sul nemico. La Justice Society si congeda, concedendo ad Adam la libertà. Il campione, accogliendo il suo ruolo di protettore di Kahndaq, decide di adottare un nuovo nome: Black Adam.
In una scena dopo i titoli di coda, Amanda Waller, tramite un drone, intima Adam di non superare i confini di Kahndaq se vuole evitare conseguenze. Adam risponde alla sua provocazione distruggendo il drone, prima che dal fumo emerga Superman in persona, che suggerisce che i due debbano parlare.

## Personaggi
- Teth-Adam / Black Adam, interpretato da Dwayne Johnson: abitante di Khandaq che ha sconfitto il re despota ed è diventato un simbolo di libertà per la città.[2]
- Carter Hall / Hawkman, interpretato da Aldis Hodge: magnate a capo della Justice Society che collabora con Amanda Waller per mantenere la stabilità sul pianeta.[3][4][5]
- Albert "Al" Rothstein / Atom Smasher, interpretato da Noah Centineo: giovane supereroe che può ingrandirsi a dismisura; ha ereditato poteri e costume dallo zio.
- Adrianna Tomaz, interpretata da Sarah Shahi: abitante di Khandaq, da sempre alla ricerca della corona di Sabbac.
- Ishmael Gregor / Sabbac, interpretato da Marwan Kenzari: cercatore di tesori, si rivelerà al soldo dell'Intergang per recuperare la corona. Ucciso da Balck Adam, tornerà sulla Terra come Sabbac.
- Maxine Hunkell / Cyclone, interpretata da Quintessa Swindell: giovane supereroina con il potere di controllare il vento.[6]
- Kent Nelson / Dottor Fate, interpretato da Pierce Brosnan: supereroe centenario in grado di predire il futuro e manipolare l'energia per creare costrutti tangibili.[5]
- Amon Tomaz, interpretato da Bodhi Sabongui: figlio di Adrianna, cerca di far capire a Black Adam quanto sia importante per la città.
- Amanda Waller, interpretata da Viola Davis: agente a capo della Justice Society, vuole mantenere l'ordine mondiale a ogni costo.

## Produzione
Nel settembre 2014, dopo essere stato considerato per i ruoli di Shazam e Lobo, Dwayne Johnson fu scritturato come Black Adam. Inizialmente il personaggio doveva essere introdotto in Shazam!, ma infine venne deciso di dividere la narrativa per potersi focalizzare sulle origini del personaggio. Johnson, che ha anche il ruolo di produttore, ha affermato che i due personaggi si incontreranno in un film futuro. Altri personaggi della DC, inclusa la Justice Society of America, faranno parte della storia. In ottobre 2017, Adam Sztykiel fu assunto per scrivere la sceneggiatura. Il co-produttore Hiram Garcia dichiarò che il film sarebbe stato crudo e violento, simile ai fumetti. In giugno 2019, Jaume Collet-Serra fu annunciato come regista, con Beau Flynn, Johnson, Hiram Garcia, Dany Garcia, e Scott Sheldon assunti come produttori. La Justice Society of America apparirà nel film, con Noah Centineo, Aldis Hodge, e Quintessa Swindell scritturati rispettivamente come Atom Smasher, Hawkman e Cyclone. Al DC FanDome, fu rivelato inoltre che anche Dottor Fate apparirà nel film. Per settembre 2020, Rory Haines e Sohrab Noshirvani scrissero una nuova stesura dello script. Le riprese sono cominciate il 10 aprile e si sono concluse il 15 luglio 2021. Nel marzo 2021 Pierce Brosnan si è aggiunto al cast per interpretare Dottor Fate.
Il budget del film è stato di circa 195 milioni di dollari, a cui si sono aggiunti altri 100 milioni per la promozione.

## Promozione

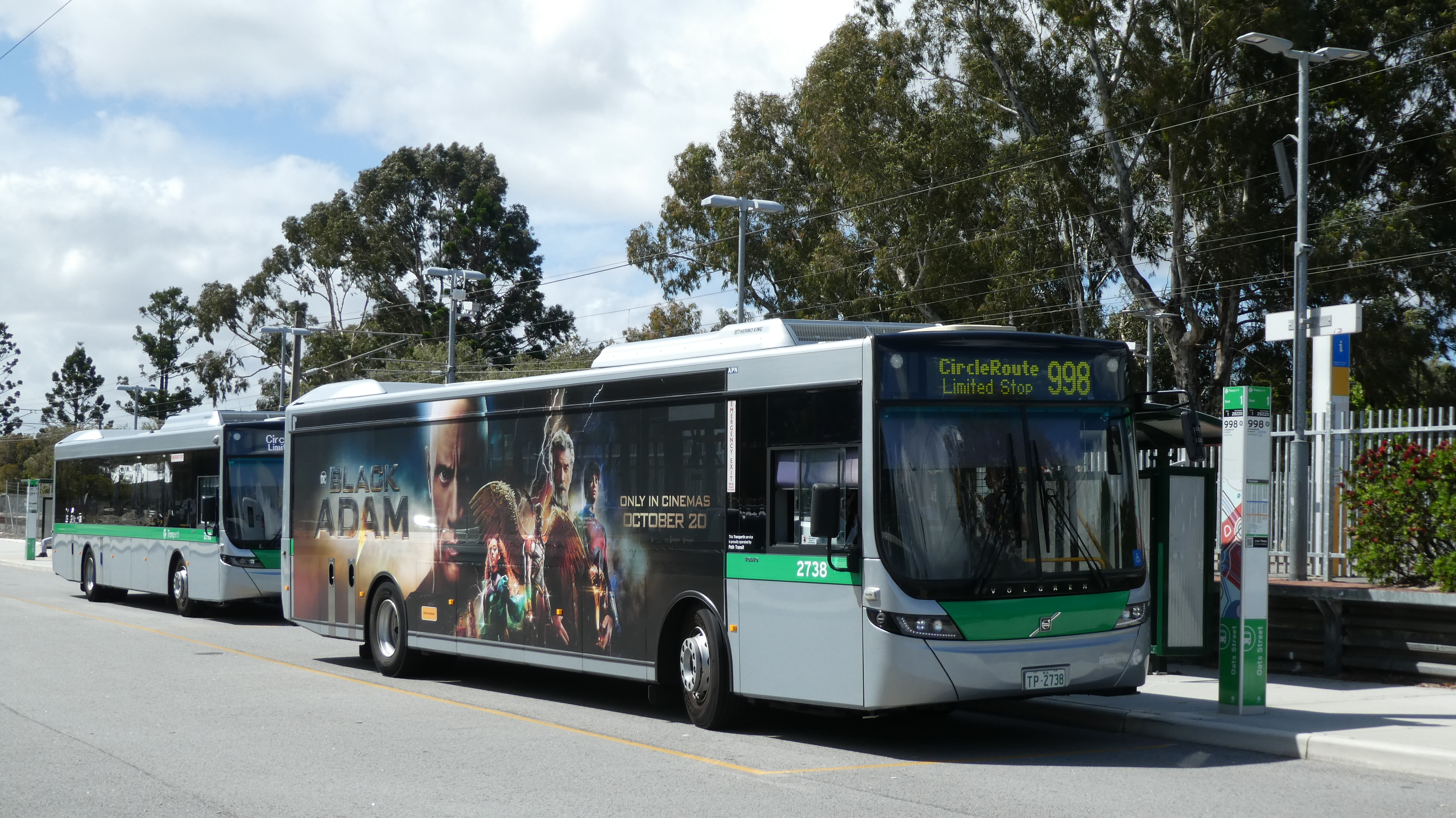
La pubblicità del film su un autobus

Il 16 ottobre 2021, durante il DC FanDome, è stata diffusa la clip della scena d'apertura del film, poi diffusa anche in rete. L'8 giugno 2022 viene diffuso il primo trailer. Il 7 settembre viene distribuito il secondo trailer del film.

## Distribuzione
Inizialmente fissato per il 22 dicembre 2021, è stato rimandato a causa della pandemia di COVID-19, prima al 29 luglio 2022 ed infine al 21 ottobre 2022, mentre in Italia è stato distribuito dal 20 ottobre 2022.

### Divieti
Negli Stati Uniti il film era stato inizialmente classificato come "R" ("Restricted") dalla Motion Picture Association; per poter avere un pubblico maggiore, i produttori hanno dovuto tagliare diverse parti del film (in particolare delle scene in cui Black Adam uccide i propri nemici in modo violento) per poter raggiungere una classificazione finale "PG-13".

## Accoglienza

### Incassi
Il film ha incassato 168152111 $ in Nord America e 225300000 $ nel resto del mondo, per un totale di 393452111 $.
Rivelatosi un flop, la pellicola ha riportato una perdita stimata tra i 50 ed i 100 milioni di dollari, bloccando lo sviluppo del sequel.

### Critica
Il film ha ricevuto recensioni contrastanti: alcune pubblicazioni hanno etichettato l'accoglienza complessiva del film come mista, mentre altre pubblicazioni hanno notato un'accoglienza più negativa. Sull'aggregatore di recensioni Rotten Tomatoes il film ha una percentuale di gradimento del 39% basato su 306 recensioni, con un voto medio di 5.10 su 10. Su Metacritic ottiene un punteggio di 41 su 100 basato su 52 recensioni.

## Riconoscimenti
- 2022 - E! People's Choice Awards[41][42]
  - Candidatura per il miglior film d'azione
  - Candidatura per il miglior attore a Dwayne Johnson
  - Candidatura per il miglior attore/attrice in un film d'azione a Dwayne Johnson
- 2023 - NAACP Image Award[43]
  - Candidatura per il miglior attore non protagonista a Aldis Hodge
- 2023 - Visual Effects Society[44]
  - Candidatura per i migliori effetti pratici in un progetto fotoreale (per il volo robotico)

## Sequel
Nell'aprile 2017 Johnson ha dichiarato che la DC Films aveva pianificato un film futuro con protagonisti Black Adam e Shazam. Nell'ottobre 2022 Johnson ha confermato i piani futuri di far apparire Black Adam con Superman nel DCEU, confermando i piani per il crossover col personaggio di Shazam. Lo stesso mese, i produttori Hiram Garcia e Beau Flynn dichiararono che il sequel era in fase di sviluppo, con l'intenzione di accelerare la produzione del progetto. Johnson rivelò pubblicamente nel dicembre dello stesso anno, che il personaggio non faceva parte della lista dei progetti in programma per il nuovo DC Universe di James Gunn e Peter Safran, aggiungendo che sia i DC Studios che la sua società di produzione Seven Bucks Productions continueranno a collaborare in futuro e che lo studio intende «continuare a esplorare i modi più preziosi in cui Black Adam può essere utilizzato nei futuri capitoli del multiverso DC».